# Muszlim Testvériség

A Muszlim Testvériség vagy Muszlim Testvérek (Arabul:  الإخوان المسلمون  – al-ihván al-muszlimún, teljes nevén جماعة الإخوان المسلمين  – dzsamáat al-ihván al-muszlimín, „A Muszlim Testvérek Szervezete”, sokszor röviden  الإخوان  – al-ihván, „A Testvériség”) több közel-keleti iszlamista szervezet neve. Az elsőt Egyiptomban alapították 1928-ban, de azóta több más országban is megjelentek. Mustafa Kemal Atatürk 1924-ben szüntette meg az isztambuli Oszmán Kalifátust, amely a világ muzulmán hívőinek egységét jelképezte. A Muszlim Testvériség létrehozásával az alapítók a kalifátus helyét igyekeztek átvenni, de tevékenységüket elsődlegesen az iszlám politikai dimenziójára összpontosították. A mozgalom ma is hangoztatott jelszava: "A Korán a mi alkotmányunk." hűen fejezi ki a céljukat, egy iszlám állam létrehozását, amely a saríát alkalmazná, miként azt a kalifák is tették.

## Egyiptom
Az 1928-ban Hasszán al-Banna által alapított Egyiptomi Testvériség hamarosan jelentős ellenzéki erővé vált, harcolva a brit gyarmati uralom és a társadalmi egyenlőtlenségek ellen, és azt a koncepciót hirdetve, hogy az iszlám az az erő, ami összekapcsolja a tradíciót és a modernséget. Céljuk a társadalom, az állam, a kultúra és a vallás egyetlen "totális és teljes" egésszé olvasztása. Az általuk áhított társadalmi rend nem ismer ellentmondásokat, hisz nincsenek benne politikai pártok, mert azok megtörik a Hívők Közösségének egységét és ezáltal gyengítik azt az iszlám ellenségeivel szemben. A Testvériség híveit a városi alsó kispolgárság soraiból szerezte elsősorban, de szívélyes kapcsolatokat ápolt Fáruk egyiptomi király környezetével is. Az 1940-es évek végére már mintegy egymillió tagja volt.
Néhány kivételtől eltekintve minden vezető és tag az erőszakmentes, reformista iszlám-megközelítést vallotta. A Testvériség paramilitáris ága, a Titkos Szervezet azonban terrorista tevékenységet folytatott. Az 1954 őszén elkövetett Nasszer elleni merénylet óta, melyet a testvériségnek tulajdonítottak, a szervezet tagjai Szaúd-Arábiában találtak menedéket, illetve illegalitásba vonultak. A Szaúd-Arábiába menekültek közül sokan meghatározó szerepet játszottak az 1961-ben alapított medinai egyetemen is, ahol az egész világból érkezett muzulmán hallgatók között terjesztették a testvériség eszméjét. Többek nagy vagyonra tettek szert, melyet Nasszer halála (1970) után Egyiptomban fektettek be, hozzájárulva ezzel az "olajiszlám" kialakulása kapcsán a militáns mozgalmakat finanszírozó iszlám bankszektor létrejöttéhez. A mai napig gyakran tartóztatják le tagjait. Ennek ellenére továbbra is Egyiptom legnépszerűbb ellenzéki csoportja, amely minőségben a kormányzat demokratizálásáért száll síkra. A 2005-ös parlamenti választásokon függetlenül induló jelöltjei 88 helyet, az összes 20%-át nyerték el a szavazás többszöri megsértése – így a Testvériség több száz tagjának letartóztatása – ellenére. A legális ellenzéki erők alig 14 helyet szereztek, így feléledt a vita, hogy legalizálják-e a Testvériség működését.
2013-ban a szervezet egyiptomi tagjai erőszakot választották, mert csalódottságukat fejezték ki Muhammad Morszi elnök bukása miatt. Keresztény templomokat gyújtottak fel, mert úgy vélték a keresztények közrejátszottak a volt elnök bukásában. Rendőrökre támadtak, melyek közül többen meghaltak, ezért letartóztatták a testvériség vezetőit.

## Szíria
Az 1930-as években olyan szíriai diákok alapították a Szíriai Testvériséget, akik az egyiptominak már tagjai voltak. Szíriában a Testvériség főszerepet játszott az 1963-ban hatalomra kerülő Baasz Párttal szembeni ellenállás megszervezésében. A konfliktus fegyveres harccá fajult, és egészen 1982-ig eltartott. Ekkor a katonaság leverte az ellenállókat, azóta a Testvériség nem játszik aktív szerepet a szíriai politikai életben. Az utóbbi időben reformista tanokat követ, és a plurális demokráciáért küzd.

## Palesztina
Az első palesztinai csoportot Jeruzsálemben alapították 1946-ban, amit még ebben az évben sok másik követett Jaffa, Lod, Haifa, Náblusz és Tulkarm városokban. Az 1948-as arab-izraeli háborúban a testvériségek a támadó arab hadseregek oldalán harcoltak, és az izraeli megszállás idején ezen felbátorodva sok palesztin csatlakozott hozzájuk. Az 1987-es gázai alapítású Iszlám Ellenállási Mozgalom – közismert nevén Hamász – a Testvériség egyik fegyveres szárnya, amint azt alapító okiratuk második pontjában is említik.

## Irak
Irakban a csoportot hivatalosan az 1960-as években létrejött Iraki Iszlám Párt képviseli. Több felkelő csoportról valószínűsíthető, hogy a Muszlim Testvériségtől ered az ideológiája, bár hivatalosan nem tagjai a Muszlim Testvériség Szervezetnek.